# アチョリ地方

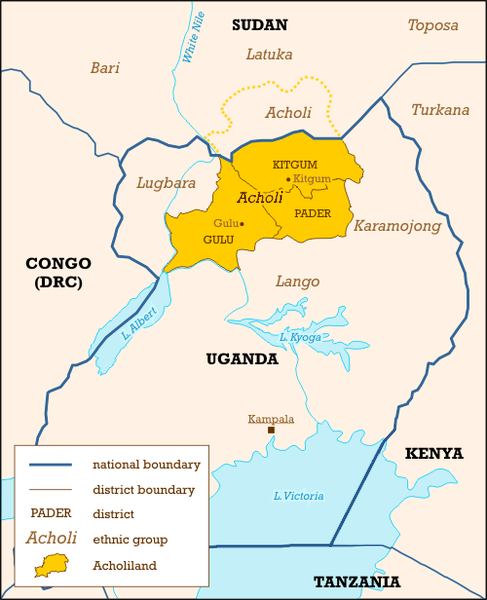
アチョリ地方の位置（2001年12月 - 2006年7月）

アチョリ地方 (アチョリちほう、Acholiland, Acholi sub-region) は現在のウガンダ北部に位置するウガンダの伝統的地域。
およそウガンダ領内でのアチョリの伝統的居住地域であり、イギリス領とされた際に地方として形作られた。アチョリは他に現在の南スーダンにも居住している。東にカラモジャ地方、南にランゴ地方、ブニョロ王国、西に西ナイル地方と接する。1962年の独立時には西ナイル県、ランゴ県と共に北部州内のアチョリ県 (Acholi District) とされ、1974年に東西に分割され、1980年にキトゥグム県とグル県に改称された。ヨウェリ・ムセベニ政権期以降はランゴ地方と共にウガンダ人民民主軍とその後身の神の抵抗軍の主な活動地域となり、2001年12月にはキトゥグム県南部がパデル県に、2006年7月にはグル県西部がアムル県に分割された。推計人口はおよそ105万人でうち約80万人が国内避難民となっている。

## 脚註
1. ↑  "In-Depth: Life in northern Uganda, UGANDA: The Acholi Society", IRIN, 10 August 2008閲覧。